# Нелидова, Екатерина Ивановна
Екатери́на Ива́новна Нели́дова (12 [23] декабря 1756 (по др. данным, 1758), Смоленская губерния — 2 [14] января 1839, Санкт-Петербург) — камер-фрейлина, фаворитка Павла I; одна из первых выпускниц Смольного института. Двоюродная тётка многолетней возлюбленной Николая I — Варвары Аркадьевны Нелидовой.

## Ранние годы
Происходила из рода Нелидовых. Родилась в 1758 году в селе Клемятино (Дорогобужский уезд Смоленской губернии) — дочь поручика Ивана Дмитриевича Нелидова от брака с Анной Александровной, урожд. Симоновой. В 1765 году была принята в только что открытый Смольный институт, где рано обратила на себя внимание способностями к танцам и чрезвычайной грацией. По окончании института в 1775 году была награждена золотой медалью «второй величины» и вензелем императрицы.
Весёлый нрав и остроумие выделяли её среди выпускниц, что подтверждается словами Екатерины II: «Появление на горизонте девицы Нелидовой — феномен, который приеду наблюдать вблизи, в момент, когда этого всего менее будут ожидать». Маленького роста, изящная и пропорционально сложенная, она отнюдь не была красавицей. Князь Иван Долгоруков писал о ней: «Девушка умная, но лицом отменно дурна, благородной осанки, но короткого роста».
В спектакле «Служанка-госпожа» Перголези она изображала молодую служанку Сербину, которая путём хитростей вынудила своего господина жениться на ней. В 1775 году Екатерина II поручила Левицкому запечатлеть Нелидову в роли Сербины, танцующей менуэт. Газета откликнулась на великолепную игру 15-летней воспитанницы стихами, написанными Алексеем Ржевским:

Как ты, Нелидова, Сербину представляла,

 Ты маску Талии самой в лице являла, 

 И, соглашая глас с движением лица, 

 Приятность с действием и с чувствиями взоры, 

 Пандолфу делая то ласки, то укоры, 

 Пленила пением и мысли и сердца. 

 Игра твоя жива, естественна, пристойна; 

 Ты к зрителям в сердца и к славе путь нашла — 

 Нелестной славы ты, Нелидова, достойна; 

 Иль паче всякую хвалу ты превзошла! 

 Не меньше мы твоей игрою восхищенны, 

              Как чувствии прельщены 

                               В нас 

 Приятностью лица и остротою глаз. 

 Естественной игрой ты всех ввела в забвенье: 

 Всяк действие твое за истину считал; 

 Всяк зависть ощущал к Пандолфу в то мгновенье, 

 И всякий в месте быть Пандолфовом желал.

## Фаворитка

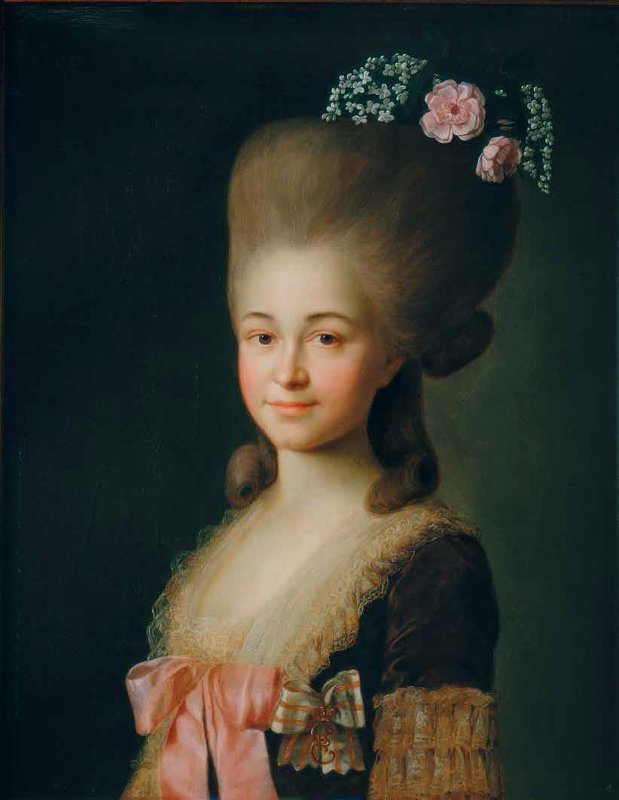
Екатерина Нелидова (1770-е)

В 1776 году назначена фрейлиной к великой княгине Наталье Алексеевне, после её смерти в 1777 году — к великой княгине Марии Фёдоровне. Была награждена орденом Екатерины малого креста 5 апреля 1797 года.
С восшествием на престол Павла I Нелидова становится камер-фрейлиной. Как утверждают, связь их была чисто нравственная, отчасти на религиозно-мистической подкладке, благодаря чему получила со временем одобрение самой императрицы Марии Фёдоровны.. По словам императора, его соединяла с Нелидовой «дружба священная и нежная, но невинная и чистая». Научившись управлять своенравным Павлом, она заявляла, что «сам Бог предназначил её» охранять государя и руководить им для общего блага.
С 1795 года придворные интриги уменьшили влияние Нелидовой на наследника престола, зато возросло доверие к ней цесаревны, заключившей с ней «настоящий дружественный союз для блага любимого обеими человека». В 1796 году произошла с Павлом размолвка, и Нелидова уединилась в Смольном, где она обосновалась ещё раньше, и только на время приезжала ко двору.
В первые два года правления Павла некоторые придворные должности были заняты её друзьями и родственниками (братья Куракины, Буксгевден, Аркадий Нелидов, Плещеев и др.). Она не раз спасала невинных от гнева императора; иногда ей случалось оказывать покровительство самой императрице; она успела отклонить Павла Петровича от уничтожения ордена Святого Георгия Победоносца. Как пишет великий князь Николай Михайлович, Нелидова
не имея твёрдых политических убеждений и государственного ума и оставаясь всегда восторженно-сентиментальной институткой, руководилась обыкновенно нравственными и сердечными мотивами.

## Отставка
В 1798 году Кутайсов, Ростопчин и другие враги императрицы внушили Павлу I, что он находится под опекой супруги и её камер-фрейлины, царствующих его именем, и устроили замену Нелидовой более молодой и чувственной Лопухиной. Как только та переехала в столицу, Нелидова удалилась в Смольный монастырь. 

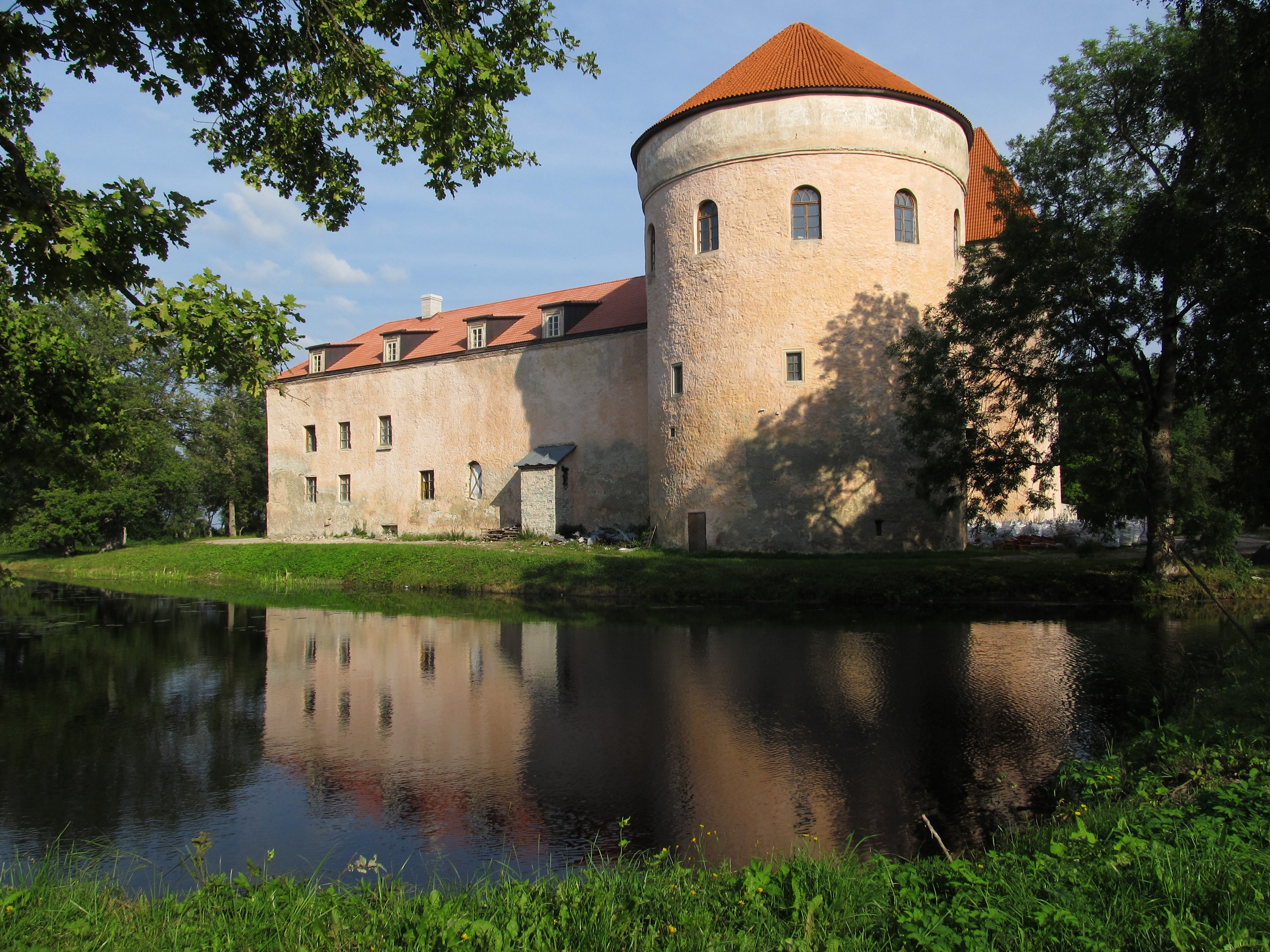
Замок Лоде, куда фаворитка удалилась после своей отставки.

Вскоре ей пришлось испытать на себе немилость «сердечного друга». Император был разгневан её заступничеством за императрицу, которую он хотел отправить на жительство в Холмогоры. После высылки из Петербурга в эстляндский замок Лоде графини Н. А. Буксгевден, любимой подруги Нелидовой, последняя в сентябре 1798 года тоже удалилась под Ревель и только в начале 1800 года испросила позволение вернуться в Смольный.
Смерть Павла I очень потрясла отставную фаворитку; она быстро состарилась и поседела. Её дружба с императрицей продолжалась до смерти последней, и голос её имел определённый вес в делах царской семьи. Вернувшись в 1801 году в Санкт-Петербург, в Смольный монастырь она помогала императрице Марии Фёдоровне в управлении воспитательными учреждениями.
После смерти Марии Фёдоровны всеми забытая фрейлина доживала свой век в Смольном, по словам Николая Михайловича, «сохранив до конца своеобразный пылкий ум, продолжая пленять своей беседой, но в то же время доставляя много неприятностей близким своей ворчливостью и требовательностью». Скончалась 2 (14) января 1839 года на руках своей любимой племянницы и воспитанницы, княгини Александры Александровны Трубецкой (урожденной Нелидовой, жены Н. П. Трубецкого).
Похоронена на Большеохтинском кладбище напротив милого её сердцу Смольного (Тихвинская дорога; постамент в ограде). Запись о захоронении -   ЦГИА СПб. Ф. 641. Оп. 1. Д. 11. Л. 151.
Личные бумаги Нелидовой, включая переписку с императрицей, были опубликованы княгиней Елизаветой Трубецкой. Дневник Нелидовой был конфискован после её смерти и доставлен для прочтения Николаю I, дальнейшая его судьба неизвестна.

## Образ в кино
- Союз спасения — актриса Лариса Малеванная.
- Екатерина. Самозванцы — актриса Диана Милютина.
- Павел. Первый и последний — актриса Дарья Коныжева.

## Рекомендованная литература
- Зотов А. В. Голубая кровь. Потомки Е. И. Нелидовой, 2010
- Зотов А. В. Большая заслуга маленькой фрейлины, 2011
- Зотов А. В. Граф и графиня дю Нор. Блистательный визит в Европу, 2015
- Зотов А. В. От колье до наперстка. Артефакты фрейлины  Е. Н. Нелидовой, 2020